# Sanatorium „Patria” w Krynicy-Zdroju
Sanatorium „Patria” w Krynicy-Zdroju – modernistyczny budynek sanatorium (pensjonatu) w Krynicy-Zdroju, położony przy ul. Pułaskiego. Wybudowany w latach 1932–1934 przez Jana Kiepurę, polskiego tenora i aktora. Nazwa obiektu po łacinie znaczy ojczyzna.

## Historia
Pensjonat Jana Kiepury powstał według projektu Bohdana Pniewskiego. Kierownikiem budowy był inż. Zygmunt Protassewicz. Podczas II wojny światowej Niemcy przeznaczyli budynek, według różnych źródeł, na sanatorium dla oficerów lub na siedzibę Hitlerjugend. Po wojnie, w 1949, obiekt został przejęty przez państwo i od tego czasu nieprzerwanie pełni funkcję sanatorium. W 1965 za znacjonalizowany obiekt przyznano Janowi Kiepurze odszkodowanie. 17 września 2013 „Patria” została wpisana do rejestru zabytków. Wchodzi w skład Uzdrowiska Krynica-Żegiestów S.A.

## Opis budynku
Budynek ma cztery kondygnacje (parterowa, wysoka kondygnacja ma dodatkowo antresolę). Wzdłuż każdej z nich, na całej długości budynku, ciągną się balkony – na parterze taras. Od pierwszego do trzeciego piętra biegną cienkie żelbetonowe filary, które nadają budynkowi rytm. Nad wejściem głównym, które stanowią drzwi obrotowe, znajduje dominanta w postaci nadbudówki na dachu, z wyjściem na taras. Na niej neon z napisem PATRIA. Budynek wewnątrz wykończony marmurami i alabastrami, które dostarczyła firma L.Tyrowicz ze Lwowa. W wyposażeniu liczne elementy zdobnicze z chromowanej stali. Na parterze znajduje się przeszklona od strony ulicy restauracja.
Przy wejściu, wewnątrz budynku, znajduje się prostokątna tablica pamiątkowa z czarnego kamienia, z inskrypcją, pokrytą srebrną farbą:
PROJEKT BUDYNKU WYKONAŁ: / JNŻ-ARCH BOHDAN PNIEWSKI / BUDOWĄ KIEROWAŁ: / JNŻ ZYGMUNT PROTASSEWICZ / MARMURY i ALABASTRY DOSTARCZYŁA F-MA L. TYROWICZ LWÓW.

## Galeria

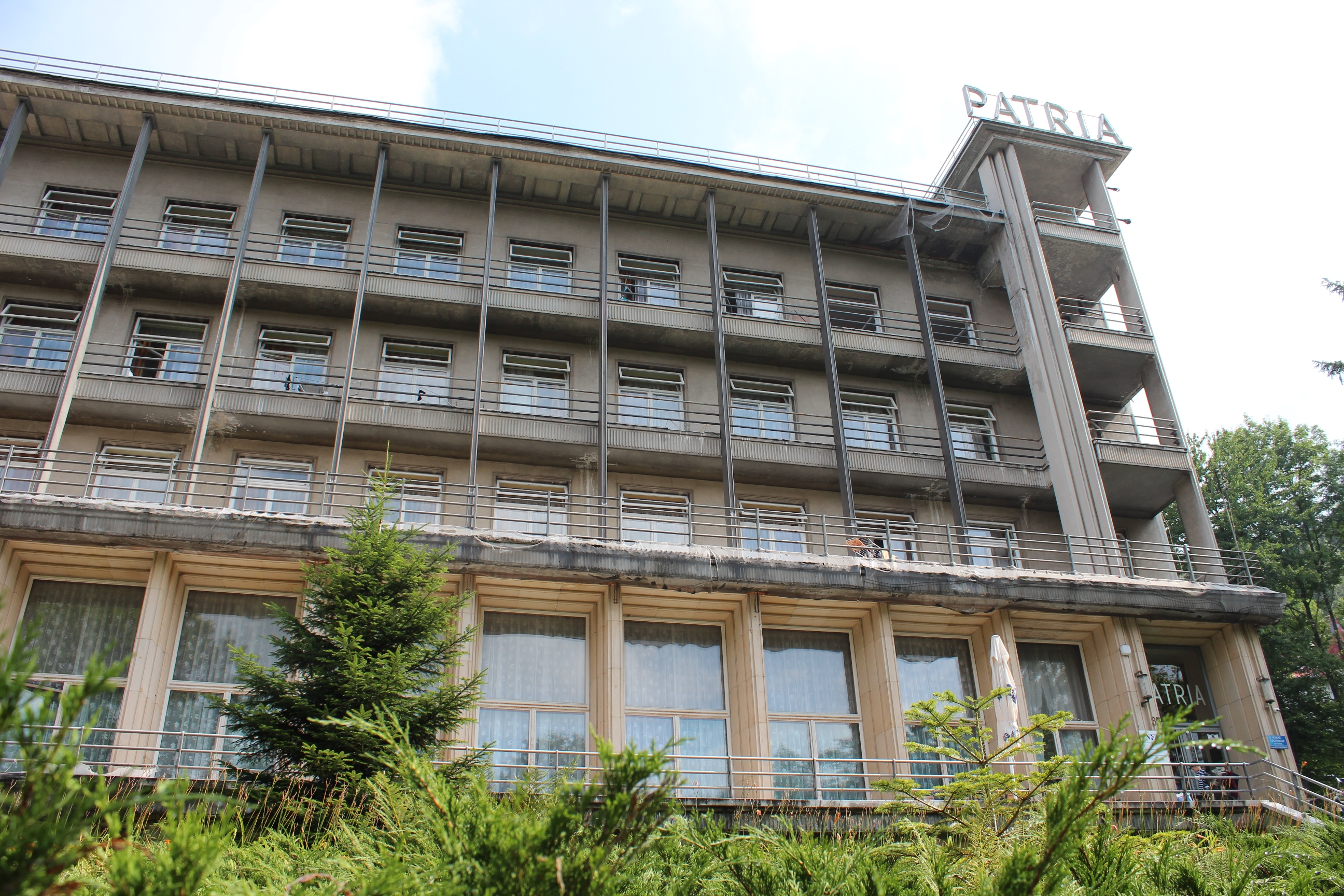
Front budynku
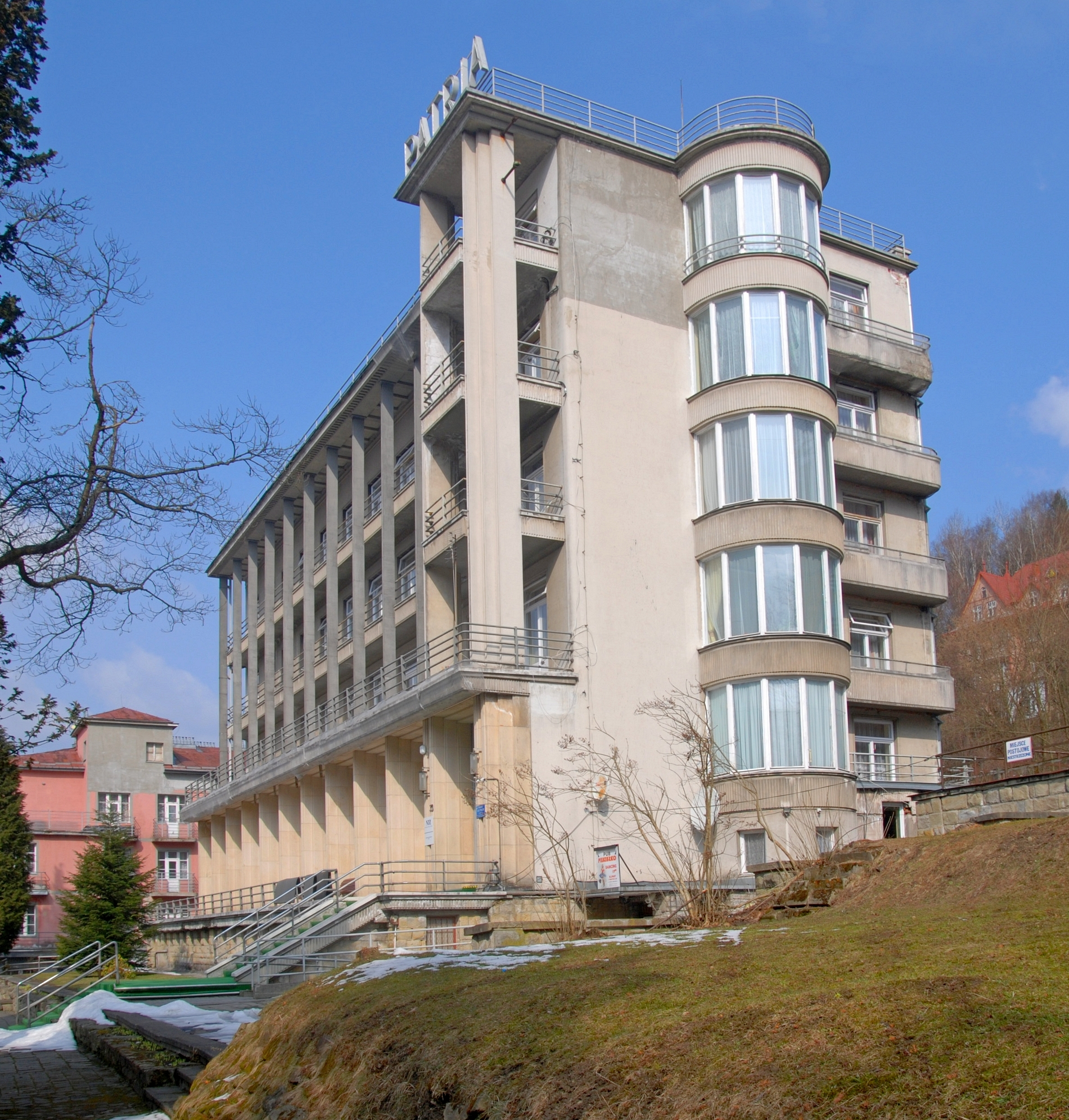
Wejście do budynku i wykusz boczny
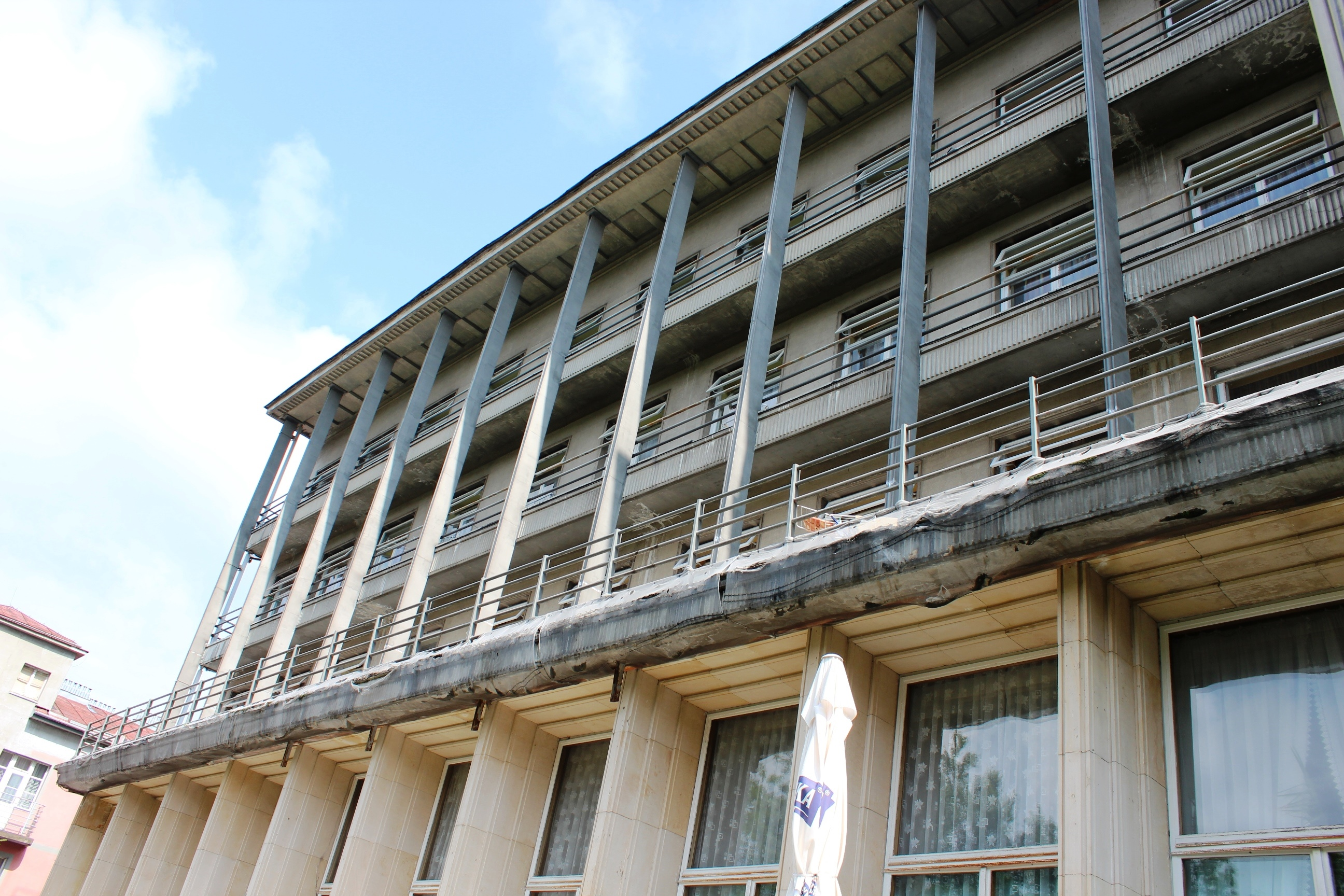
Balkony
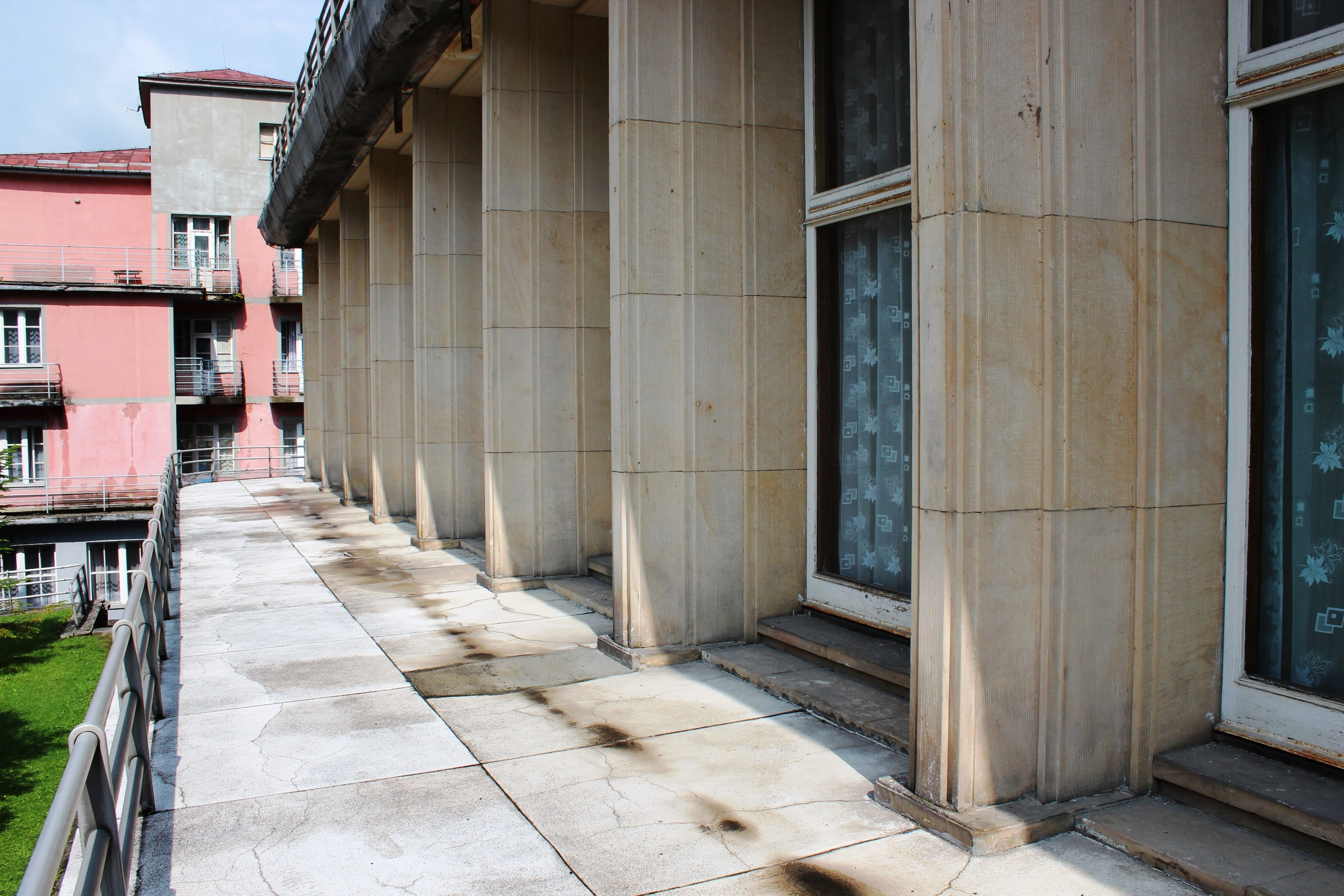
Taras na wysokości pierwszego piętra
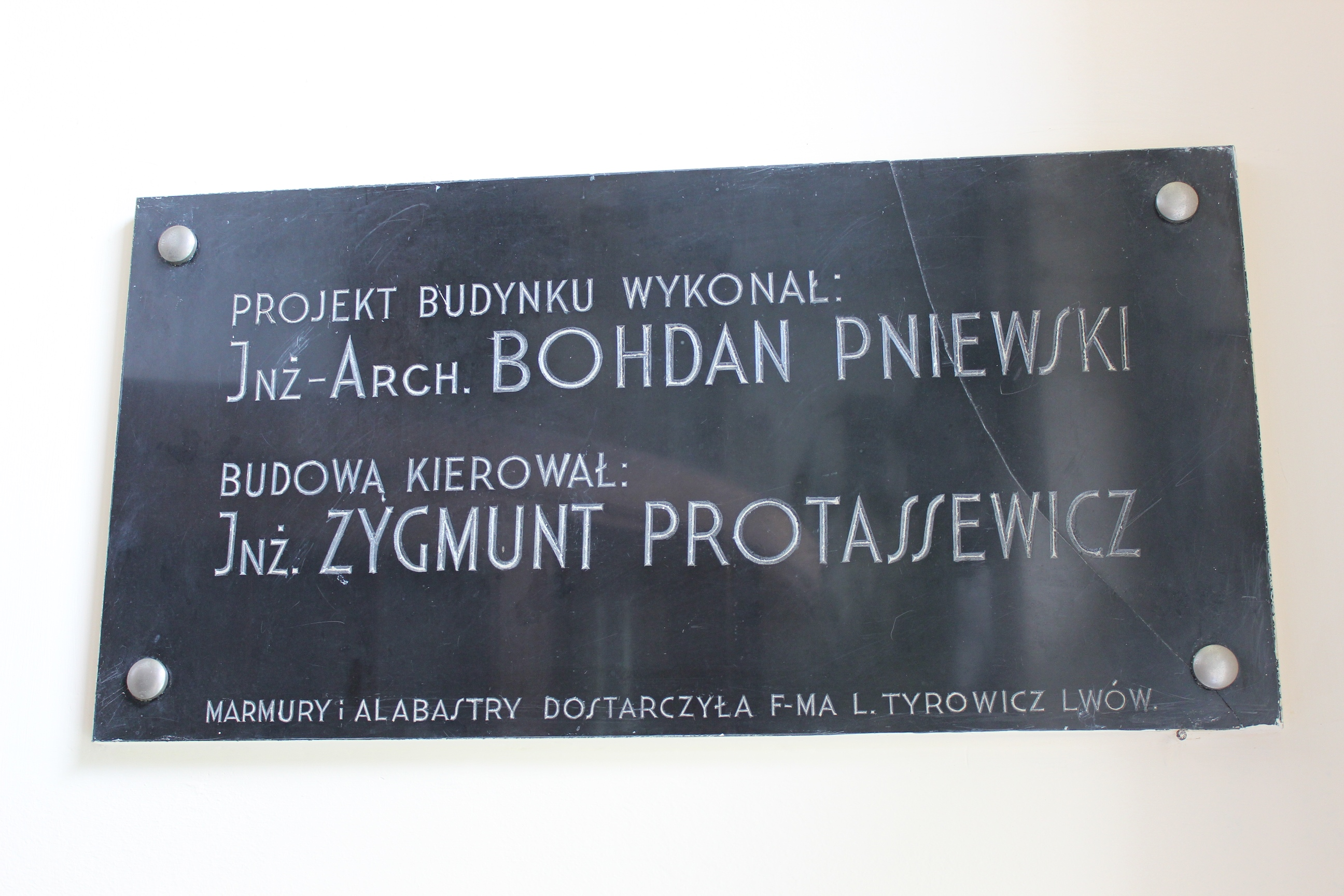
Tablica pamiątkowa przy wejściu do budynku z nazwiskiem projektanta oraz kierownika budowy
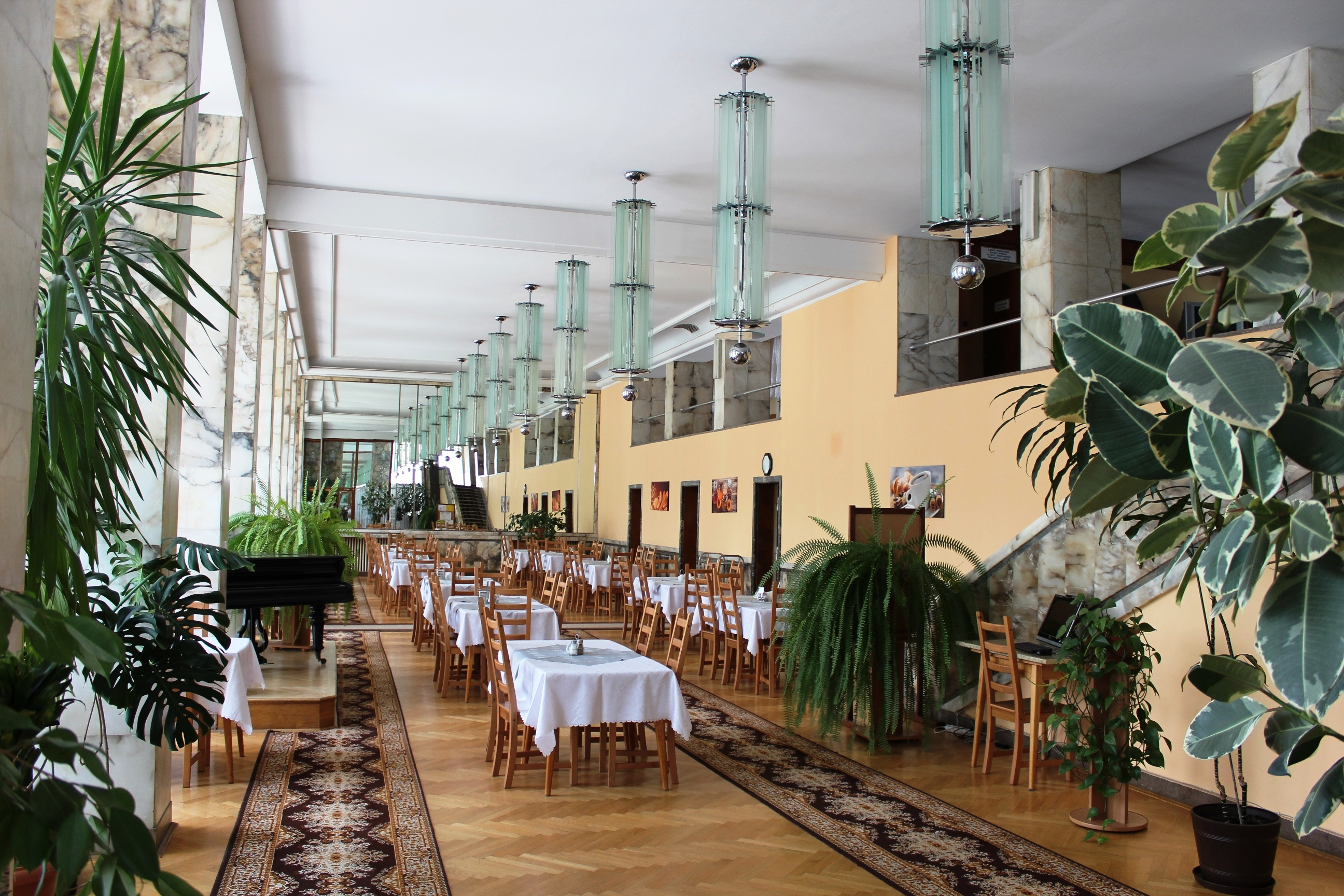
Restauracja (widok z holu)
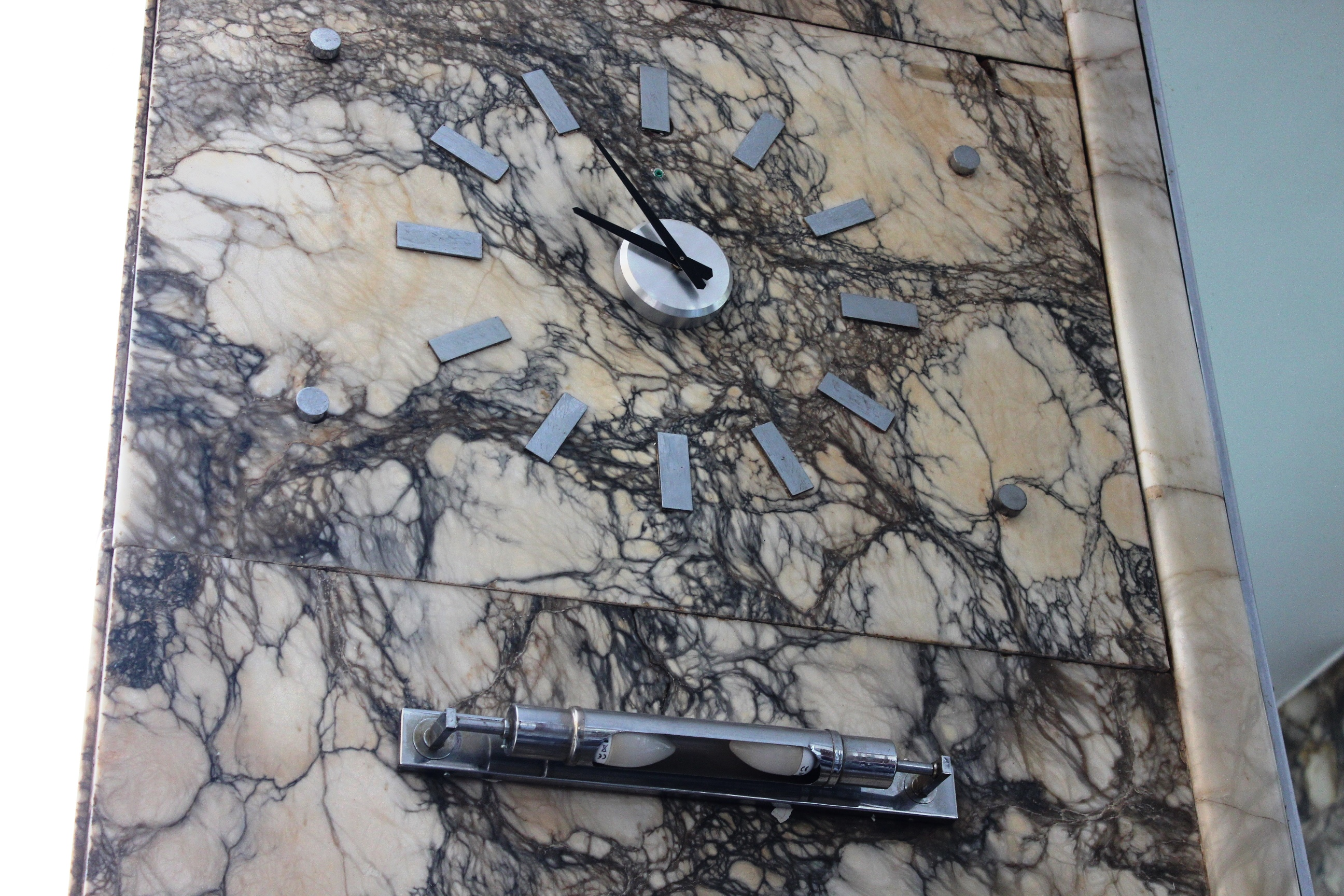
Zegar na marmurowej okładzinie ściany
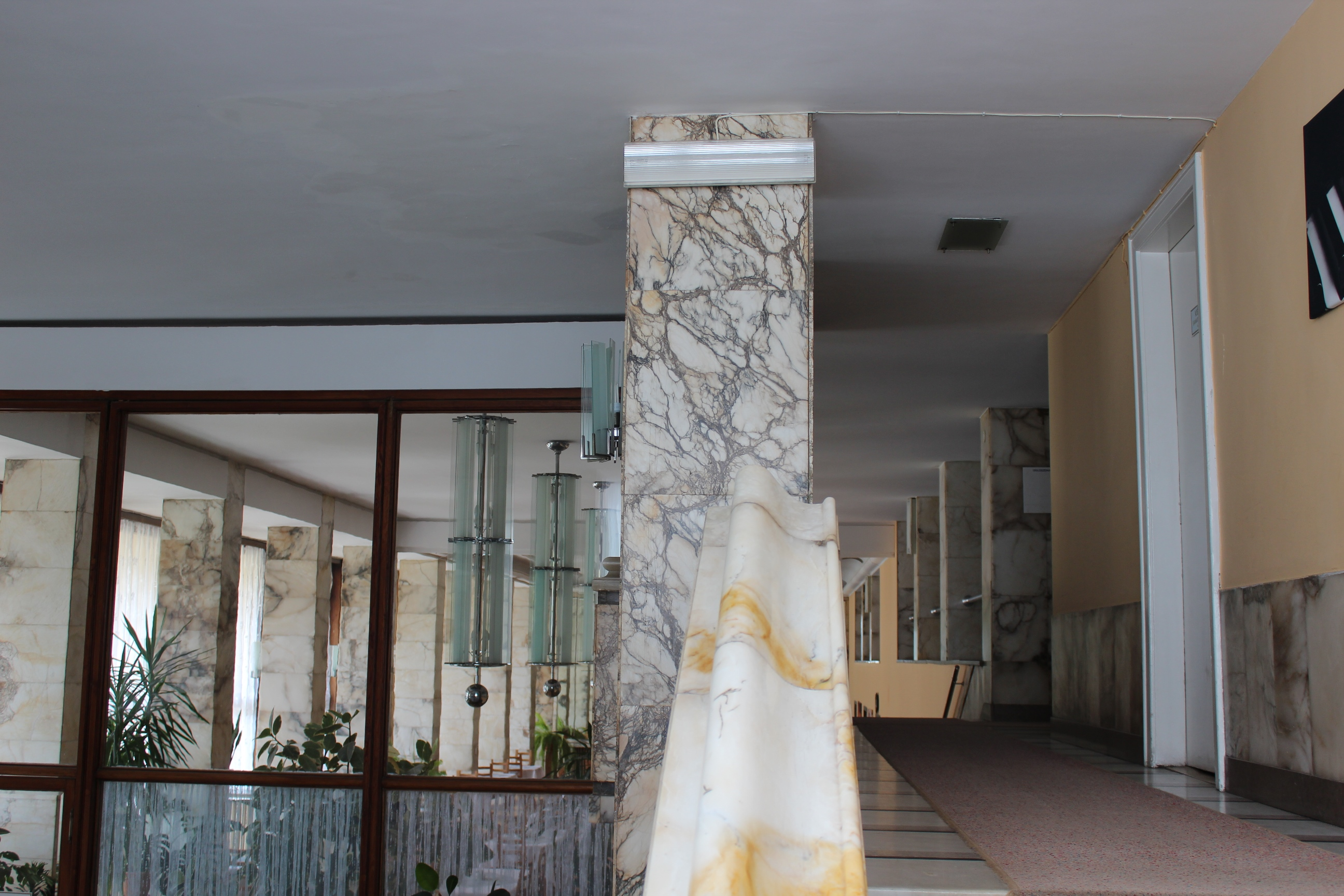
Antresola
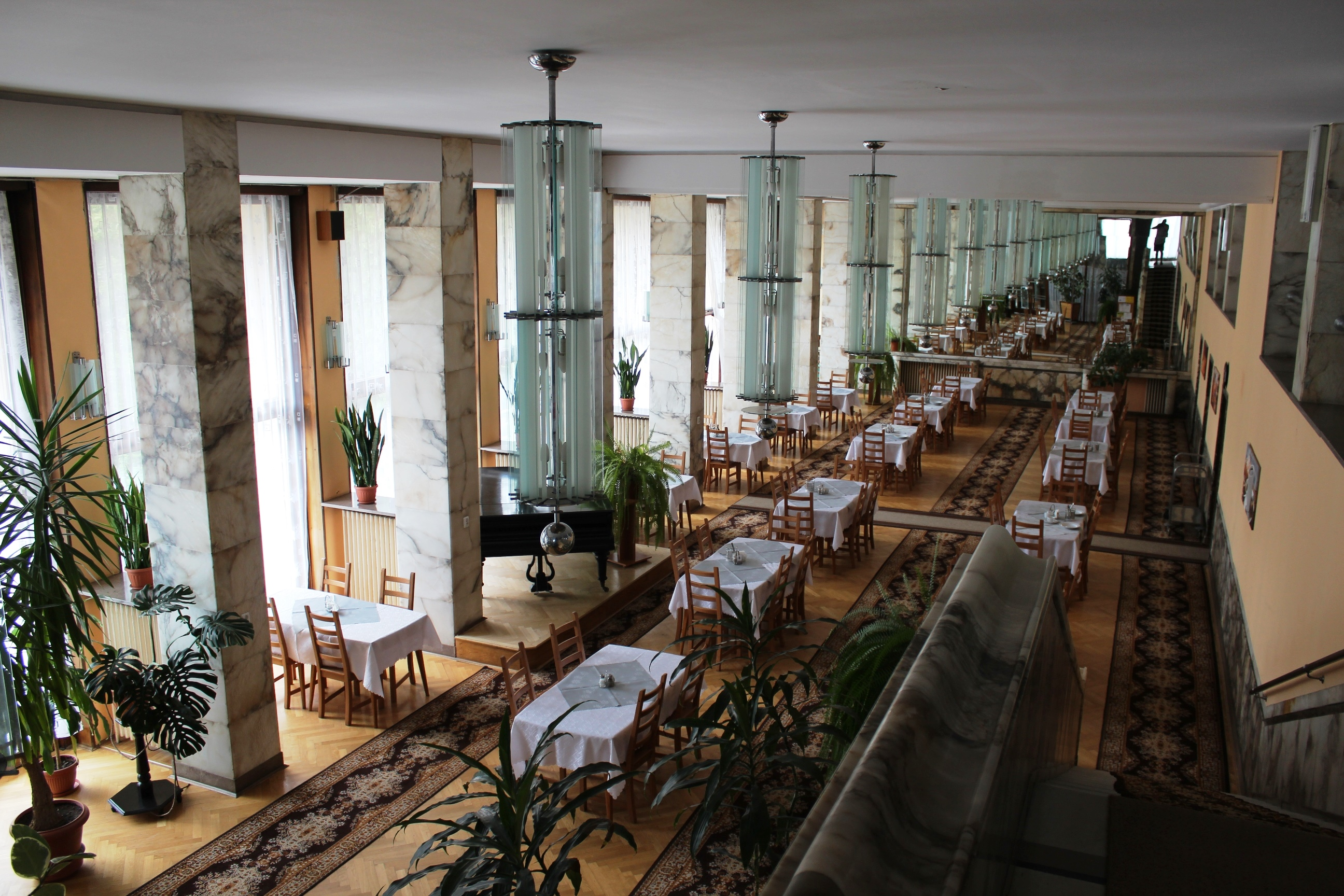
Restauracja (widok z antresoli)
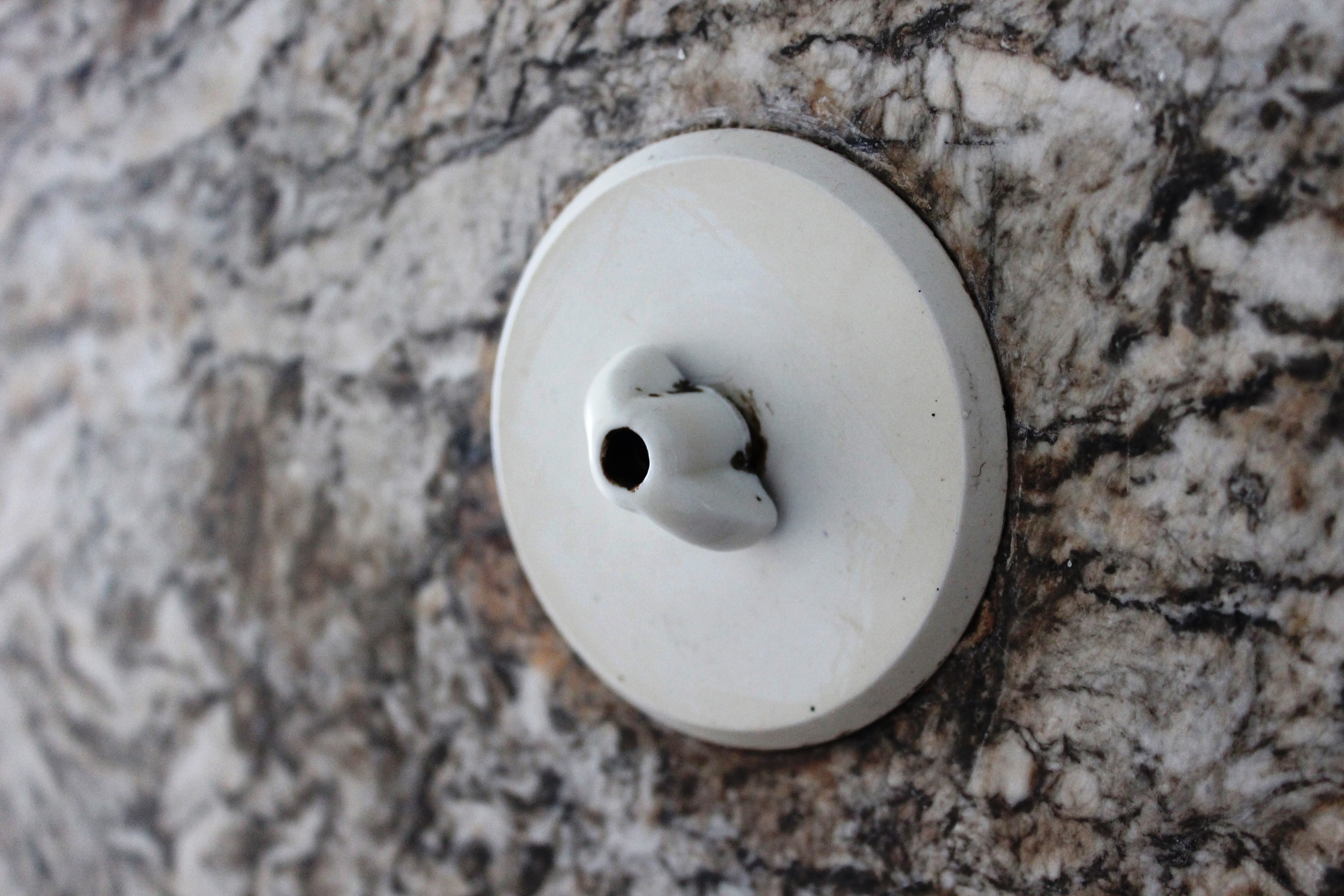
Wyłącznik elektryczny
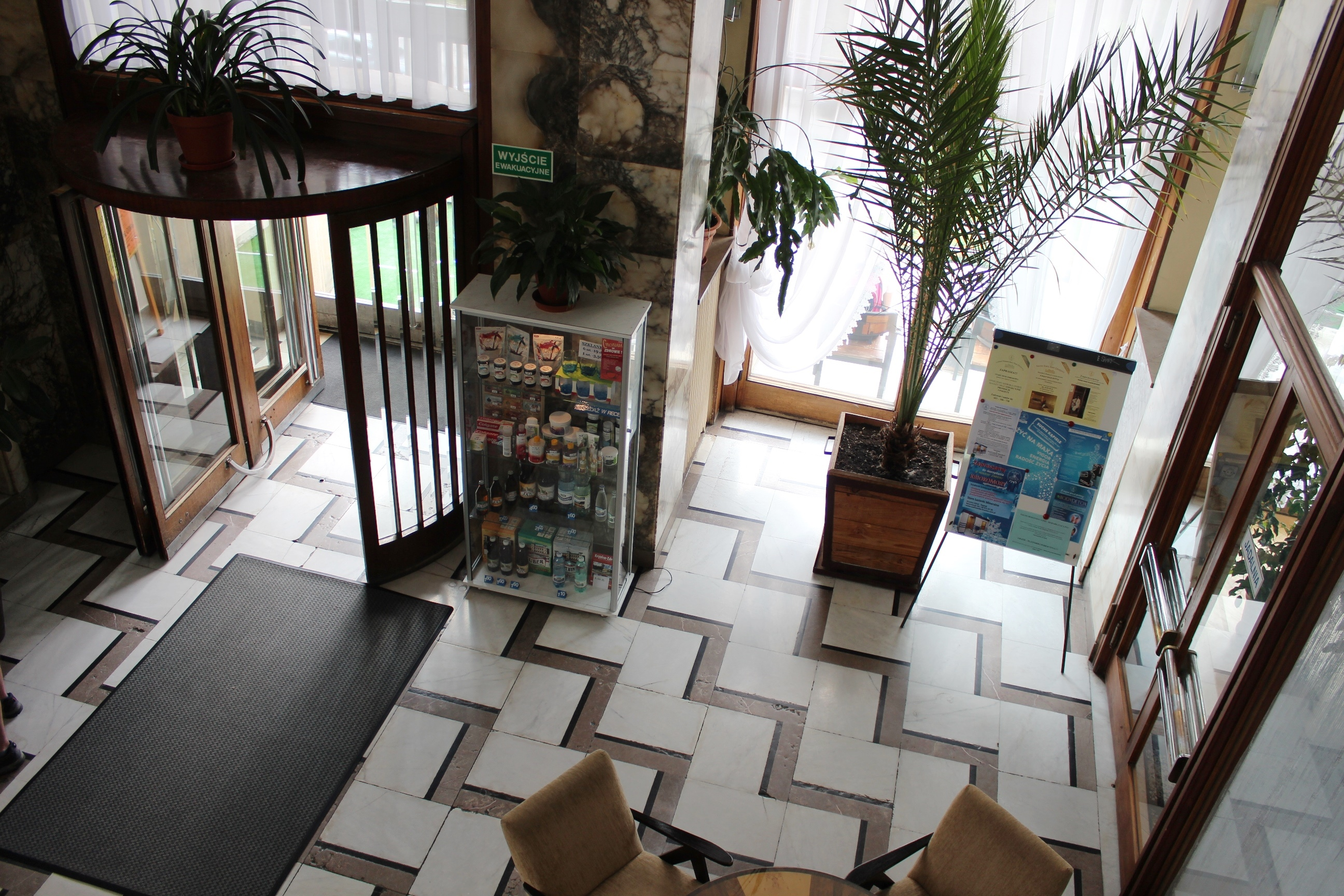
Wejście do budynku i holu
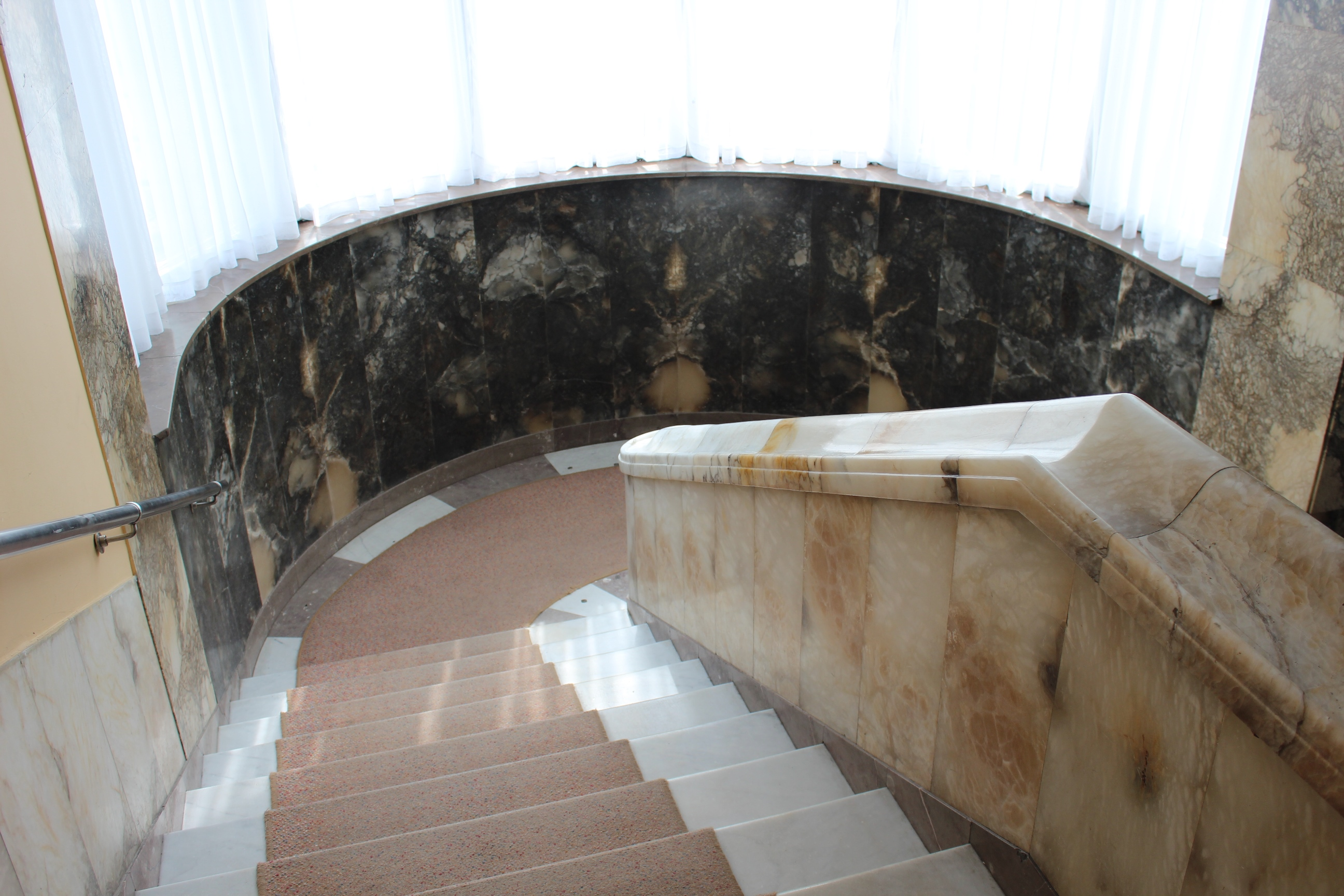
Marmurowe schody
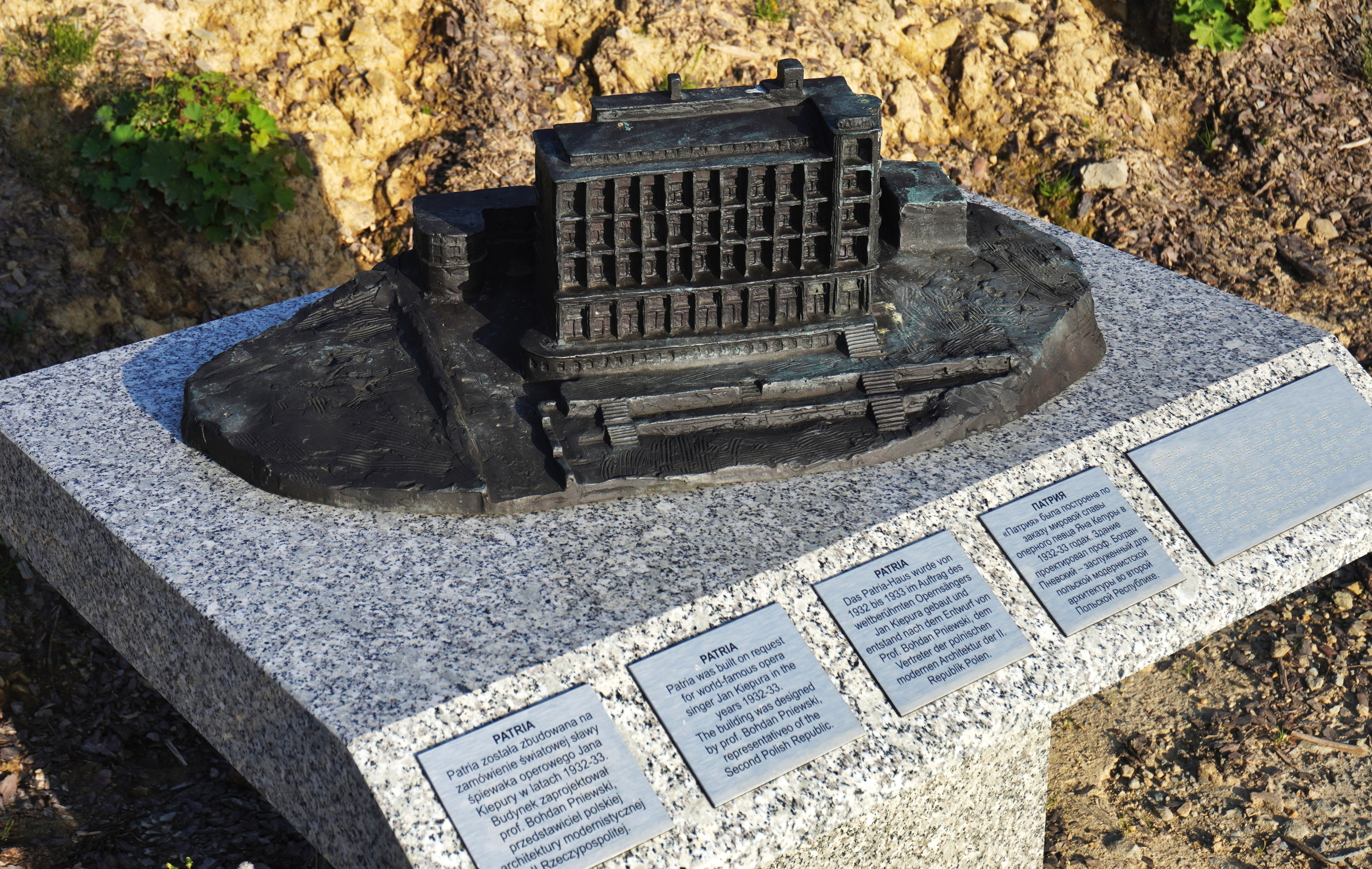
Model sanatorium „Patria” w Ogrodzie Żywiołów w Parku Zdrojowym